# Rouvres-Saint-Jean
Rouvres-Saint-Jean és un municipi francès, situat al departament del Loiret i a la regió de Centre – Vall del Loira. L'any 2007 tenia 245 habitants.

## Demografia

### Població
El 2007 la població de fet de Rouvres-Saint-Jean era de 245 persones. Hi havia 92 famílies, de les quals 18 eren unipersonals (11 homes vivint sols i 7 dones vivint soles), 25 parelles sense fills, 42 parelles amb fills i 7 famílies monoparentals amb fills.
La població ha evolucionat segons el següent gràfic:
Habitants censats

### Habitatges
El 2007 hi havia 107 habitatges, 93 eren l'habitatge principal de la família, 2 eren segones residències i 12 estaven desocupats. 94 eren cases i 8 eren apartaments. Dels 93 habitatges principals, 76 estaven ocupats pels seus propietaris, 15 estaven llogats i ocupats pels llogaters i 2 estaven cedits a títol gratuït; 3 tenien una cambra, 10 en tenien dues, 10 en tenien tres, 18 en tenien quatre i 53 en tenien cinc o més. 77 habitatges disposaven pel capbaix d'una plaça de pàrquing. A 33 habitatges hi havia un automòbil i a 55 n'hi havia dos o més.

### Piràmide de població
La piràmide de població per edats i sexe el 2009 era:
| Homes | Edats   | Dones |
| ----- | ------- | ----- |
| 0     | 95 o +  | 0     |
| 4     | 90 a 94 | 4     |
| 0     | 85 a 89 | 0     |
| 0     | 80 a 84 | 0     |
| 4     | 75 a 79 | 4     |
| 4     | 70 a 74 | 8     |
| 4     | 65 a 69 | 0     |
| 4     | 60 a 64 | 4     |
| 4     | 55 a 59 | 4     |
| 8     | 50 a 54 | 4     |
| 8     | 45 a 49 | 8     |
| 16    | 40 a 44 | 20    |
| 8     | 35 a 39 | 16    |
| 12    | 30 a 34 | 4     |
| 0     | 25 a 29 | 0     |
| 8     | 20 a 24 | 0     |
| 8     | 15 a 19 | 32    |
| 8     | 10 a 14 | 4     |
| 20    | 5 a 9   | 8     |
| 12    | 0 a 4   | 4     |

## Economia
El 2007 la població en edat de treballar era de 174 persones, 138 eren actives i 36 eren inactives. De les 138 persones actives 128 estaven ocupades (71 homes i 57 dones) i 9 estaven aturades (5 homes i 4 dones). De les 36 persones inactives 11 estaven jubilades, 11 estaven estudiant i 14 estaven classificades com a «altres inactius».

### Ingressos
El 2009 a Rouvres-Saint-Jean hi havia 101 unitats fiscals que integraven 267 persones, la mediana anual d'ingressos fiscals per persona era de 20.933 €.

### Activitats econòmiques
Dels 14 establiments que hi havia el 2007, 5 eren d'empreses de construcció, 2 d'empreses de comerç i reparació d'automòbils, 1 d'una empresa immobiliària, 4 d'empreses de serveis i 2 d'empreses classificades com a «altres activitats de serveis».
Dels 4 establiments de servei als particulars que hi havia el 2009, 2 eren fusteries i 2 empreses de construcció.
L'únic establiment comercial que hi havia el 2009 era una botiga de material esportiu.
L'any 2000 a Rouvres-Saint-Jean hi havia 9 explotacions agrícoles que ocupaven un total de 864 hectàrees.

## Poblacions més properes
El següent diagrama mostra les poblacions més properes.